# Ordre de la Croix de Terra Mariana

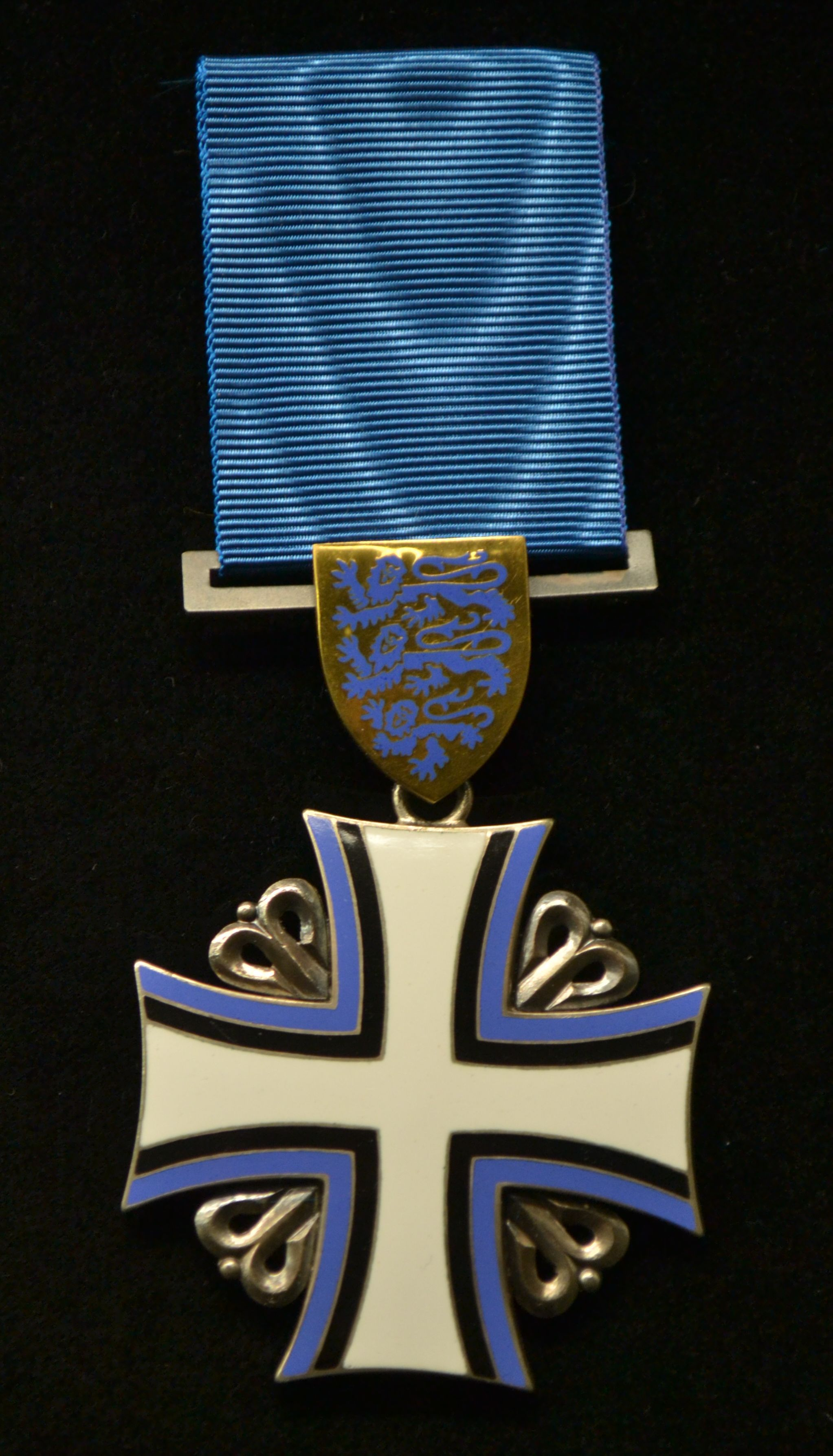
Médaille de 5e classe.

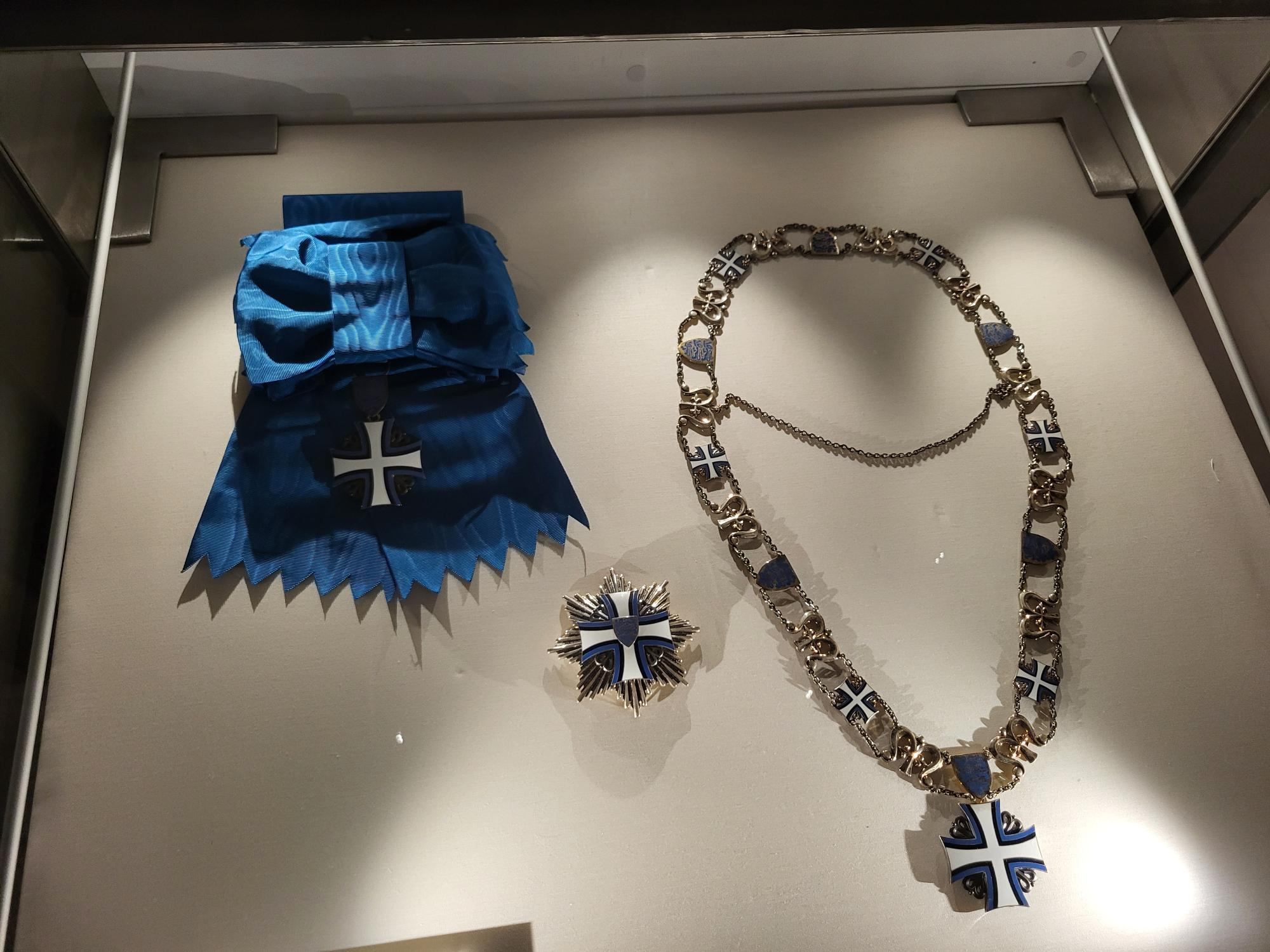
Grand-Croix de l'Ordre de la Croix de Terra Mariana (Estonie)

L'ordre de la Croix de Terra Mariana (Maarjamaa Risti teenetemärk) est un ordre honorifique estonien institué le 16 mai 1995 pour marquer l'indépendance de l'Estonie et remercier les étrangers qui ont rendu des services remarquables à l'Estonie.

## Classes
L'ordre comprend  six classes:
- une classe spéciale : Le collier de la Croix de Terra Mariana
- cinq autres classes (numérotées de 1 à 5)

| Rubans de l'ordre de la Croix de Terra Mariana | Rubans de l'ordre de la Croix de Terra Mariana | Rubans de l'ordre de la Croix de Terra Mariana | Rubans de l'ordre de la Croix de Terra Mariana | Rubans de l'ordre de la Croix de Terra Mariana | Rubans de l'ordre de la Croix de Terra Mariana |
| ---------------------------------------------- | ---------------------------------------------- | ---------------------------------------------- | ---------------------------------------------- | ---------------------------------------------- | ---------------------------------------------- |
| Collier                                        | 1re classe                                     | 2e classe                                      | 3e classe                                      | 4e classe                                      | 5e classe                                      |

## Récipiendaires
Une sélection des récipiendaires de la décoration:
- Nursultan Nazarbayev, 2011
- Traian Băsescu, 2011
- Valdis Zatlers, 2009
- Albert II de Belgique, 2008
- Beatrix des Pays-Bas, 2008
- Aníbal Cavaco Silva, 2008
- Robert Fripp, 2008
- Juan Carlos I, 2007
- Akihito, 2007
- Mikheil Saakachvili, 2007
- Élisabeth II, 2006
- Toomas Hendrik Ilves, 2006
- László Sólyom, 2006
- Oleg Tabakov, 2005[3]
- Ivan Gašparovič, 2005
- Antoine Chalvin, 2005
- Stéphane Courtois, 2005
- Carlo Azeglio Ciampi, 2004
- Tassos Papadopoulos, 2004
- Ion Iliescu, 2003
- Georgi Parvanov, 2003
- Jorge Sampaio, 2003
- Henri de Luxembourg, 2003
- Ahmet Necdet Sezer, 2002
- Arnold Rüütel, 2001
- Jacques Chirac, 2001
- Mary McAleese, 2001
- Guido de Marco, 2001
- Jean-Luc Moreau, 2001
- Ferenc Mádl, 2000
- Johannes Rau, 2000
- Tarja Halonen, 2000
- Vaira Vīķe-Freiberga, 2000
- Valdas Adamkus, 1999
- Konstantínos Stephanópoulos, 1999
- Harald V, 1998
- Ólafur Ragnar Grímsson, 1998
- Aleksander Kwaśniewski, 1998
- Algirdas Brazauskas, 1997
- Süleyman Demirel, 1997
- Oscar Luigi Scalfaro, 1997
- Árpád Göncz, 1997
- Milan Kučan, 1997
- Guntis Ulmanis, 1996
- Václav Havel, 1996
- Marguerite II de Danemark, 1995
- Carl XVI Gustaf, 1995
- Ernesto Zedillo Ponce de León, 1995
- Martti Ahtisaari, 1995